# Ramona Soldevila Cirés
Ramona Soldevila Cirés (Florència, 1896 - ?) fou una dona republicana, nascuda a Itàlia i manresana d'adopció. Militant d'Esquerra Republicana de Catalunya des dels inicis, va formar part de l'executiva. Va treballar a l'Ajuntament de Manresa i a l'esclatar la Guerra Civil, va anar voluntària al front de Mallorca. És una incògnita el lloc i la data de la seva mort, algunes recerques apunten que podria ser la cinquena miliciana afusellada a Manacor el 5 de setembre del 1936.
Filla de pares catalans, va néixer a Florència el 1896, va arribar a Manresa a principis del 1920 de la ma del seu espòs Josep Sallés Merli, de qui enviudà dos anys després. Dona avançada al seu temps, va ser emprenedora, lliure i independent. A la mort del seu marit es va fer càrrec de l'empresa familiar, un centre de subscripcions, repartiment i venda de premsa, i també de la regència del quiosc de la Plaça de Sant Domènec, actualment conegut com el Quiosc de l'Arpa El 1929 fou corresponsal de La Vanguardia a la capital del Bages. Va ser la primera dona a Manresa que va conduir una motocicleta i portà pantalons. Reivindicativa, ferma defensora de la classe treballadora i dels drets de les dones, l'any 1931 s'afilià a l'Esquerra Republicana de Catalunya, i aviat formà part de l'executiva de la secció femenina que presidia Antonieta Feliu Miró. Participà activament en mobilitzacions ciutadanes, especialment en la campanya pro-Estatut i a favor del vot femení.
L'any 1934 per motius de salut, va vendre el quiosc i més endavant va treballar a l'Ajuntament de Manresa. El Juliol de 1936 devant de l'amenaça que patia el govern de la República, a causa del sollevament dels militars colpistes, Ramona Soldevila, fèrria defensora de la llibertat i la igualtat entre homes i dones, es va presentar voluntària a la Secció Femenina de les Milícies Antifeixistes que dirigia Gavina Viana Viana. Hi ha documents que certifiquen que va embarcar el 16 d'agost en el vaixell Ciutat de Tarragona, amb la columna del capità Antonio Calero Barceló en direcció al front de Mallorca. El comandant en cap de totes les columnes que van operar a les illes Balears, fou Albert Bayo Giraud, membre de la Unió Militar Republicana Antifeixista, designat pel President Lluís Companys. Es calcula que uns 6000 combatents amb el suport d'hidroavions, un cuirassat, un creuer i dos destructors, es va desplegar entre Portocristo i les serralades sobre Son Servera, on van aconseguir establir un Cap de pont de més de 10 km. Malgrat això, la superioritat numèrica de les tropes franquistes i els constants atacs de l'aviació italiana, van fer fracassar la missió. El Govern de Madrid, pressionat pel ministre de la marina Indalecio Prieto, va ordenar la retirada urgent, i la nit del 3 al 4 de setembre, el capità Bayo va forçar el reembarcament, deixant enrere avituallaments, material bèl·lic i 40 milicians i 5 milicianes que abandonats a la seva sort, foren ràpidament capturats. Les dones, tractades de prostitutes, foren vexades, violades i torturades, i tots ells afusellats a Manacor el 5 de setembre de 1936. Llurs cossos no han estat mai recuperats.
Les recerques fetes pels historiadors Gonzalo Berger i Tània Balló a partir de fotografies, documents i testimonis, van permetre establir amb seguretat l'dentitat de quatre de les milicianes. L'aparició d'un dietàri de campanya i una vella fotografia, presa just abans de ser afusellades, apuntaven que Ramona podria ser la cinquena dona, però la troballa feta per historiadors manresans de Memoria.cat d'uns rebuts de subsídis de l'Ajuntament, posteriors a la data de l'afusellament, van tornar a posar en dubte aquesta suposició, tot i que no es va poder identificar, ni demostrar qui els va cobrar. En espera de proves més concloents, el destí final de Ramona Soldevila Cirés, continua essent un mistèri.
L'any 2018 s'estrenà el documental Milicianes basat en aquests fets.